# Галльская хроника 452 года
Га́лльская хро́ника 452 года (лат. Chronica gallica a. CCCCLII) — позднеантичная хроника, описывающая события в Римской империи в 379—452 годах.

## Хроника и её автор
«Галльская хроника 452 года» сохранилась в четырёх рукописях, древнейшая из которых (так называемая Лондонская рукопись № 16974, хранящаяся в Британском музее) датирована IX веком. Написанный неизвестным автором в форме анналов, этот исторический источник является продолжением «Хроники» Иеронима Стридонского. Долгое время автором считался Проспер Аквитанский, но в настоящее время это мнение историками отвергнуто. Предполагается, что хроника составлена галльским христианином, проживавшим в Марселе или долине реки Роны. Начиная изложение событий с восшествия на престол императора Феодосия I Великого (379 год), хроника заканчивается сообщением о походе царя гуннов Аттилы на Апеннинский полуостров (452 год). Вероятно, год составления хроники совпадает с датой её последнего сообщения.
Автор хроники почти всё внимание уделяет Западной Римской империи: описаны события, произошедшие в Италии, Британии, Испании, Африке и, особенно подробно, в Галлии. Византия упоминается в основном лишь при сообщениях о смертях императоров. Хроника содержит важные сведения о перемещениях племён варваров во время Великого переселения народов, мятежах багаудов и борьбе с многочисленными ересями. Среди уникальных данных — сообщение о покорении саксами Британии в 441 году. Эта информация вызвала широкую дискуссию среди историков по вопросу достоверности данных, приводимых раннесредневековыми британскими авторами Гильдой Премудрым и Бедой Достопочтенным о событиях на острове в 440-х годах.
Несмотря на ошибки в хронологии, особенно многочисленные за период с 424 года до конца 440-х годов, «Галльская хроника 452 года» является ценным нарративным источником по истории Галлии и сопредельных территорий Римской империи первой половины V века. Историческая достоверность хроники основывается на географической и временно́й близости её автора к изложенным событиям.

### Издания хроники
На латинском языке.
- Chronica gallica a. CCCCLII et DXI. — Monumenta Germaniae Historica. Scriptores. Auctores antiquissimi. Tome IX. Chronica minora saec. IV, V, VI, VII (I). — Berlin, 1892. — S. 615—666.
- Burgess R. The Gallic Chronicle of 452: A New Critical Edition with a Brief Introduction // Society and Culture in Late Antique Gaul. Revisiting the Sources / Ed. by Ralph W. Mathisen, Danuta Shanzer. — Aldershot, 2001. — С. 52 ff.

На русском языке.
- Козлов А. С. О тенденциозности «Галльской хроники 452 года» // Античная древность и средние века. — 2004. — Т. 37. — С. 54—80.